# Sertularia nuttingi
Sertularia nuttingi är en nässeldjursart som beskrevs av Levinsen 1913. Sertularia nuttingi ingår i släktet Sertularia och familjen Sertulariidae. Inga underarter finns listade i Catalogue of Life.